# Fulton (Kentucky)
Fulton es una ciudad ubicada en el condado de Fulton en el estado estadounidense de Kentucky. En el Censo de 2010 tenía una población de 2445 habitantes y una densidad poblacional de 319,9 personas por km².

## Geografía
Fulton se encuentra ubicada en las coordenadas 36°30′52″N 88°52′57″O / 36.51444, -88.88250. Según la Oficina del Censo de los Estados Unidos, Fulton tiene una superficie total de 7.64 km², de la cual 7.42 km² corresponden a tierra firme y (2.95%) 0.23 km² es agua.

## Demografía
Según el censo de 2010, había 2445 personas residiendo en Fulton. La densidad de población era de 319,9 hab./km². De los 2445 habitantes, Fulton estaba compuesto por el 63.97% blancos, el 30.51% eran afroamericanos, el 0.41% eran amerindios, el 1.76% eran asiáticos, el 0.04% eran isleños del Pacífico, el 0.25% eran de otras razas y el 3.07% pertenecían a dos o más razas. Del total de la población el 0.82% eran hispanos o latinos de cualquier raza.